# Nisaetus pinskeri
Diều Pinsker (danh pháp khoa học: Nisaetus pinskeri) là một loài chim trong họ Accipitridae.
Nó là loài đặc hữu của các đảo Samar, Negros, Bohol, Biliran, Basilan, Siquijor và Mindanao ở Philippines. Môi trường sống tự nhiên của chúng là rừng nhiệt đới ẩm vùng nhiệt đới cao hơn 1200 mét so với mực nước biển. Loài này bị đe dọa do mất môi trường sống.
Nisaetus pinskeri được tách ra từ N. philippensis.